# Kleine rietvink
De kleine rietvink (Simyra albovenosa) is een vlinder uit de familie van de uilen (Noctuidae). De wetenschappelijke naam is voor het eerst gepubliceerd in 1781 door Johann August Ephraim Goeze.

## Verspreiding
De soort komt voor in Europa met uitzondering van IJsland, Noorwegen, Ierland en Portugal. Verder komt de kleine rietvink voor in Marokko, Egypte, Aziatisch Turkije en verder oostwaarts tot in Japan.

### Voorkomen in Nederland en België
In Nederland wordt deze soort verspreid over het hele land waargenomen, maar voornamelijk in de kustprovincies. In Vlaanderen is de kleine rietvink zeldzaam maar kan in alle provincies worden waargenomen. In Wallonië is deze soort nagenoeg verdwenen. Er is een waarneming van na 2004 uit de provincie Luxemburg. Het habitat bestaat uit moerasachtige gebieden.

## Vliegtijd en gedrag
De vlinders vliegen in Nederland en België van begin april tot half september in twee generaties. Soms vliegen er enkele exemplaren van een partiële derde generatie in oktober. De vlinders vliegen vanaf de schemering en komen op licht. Overdag verbergen ze zich tussen verdord riet.

## Levenscyclus
De rups is in juni en van begin augustus tot begin oktober zowel ´s nachts als overdag actief. De soort overwintert als pop in een cocon tussen rietbladeren of in de strooisellaag.

## Waardplanten
De rups leeft op:
- Cyperaceae
  - Pluimzegge (Carex paniculata)
  - Stijve zegge (Carex elata)
  - Galigaan (Cladium mariscus)
- Poaceae
  - Watergras (Catabrosa aquatica)
  - Riet (Phragmites australis)
- Polygonaceae
  - Waterzuring (Rumex hydrolapathum)
- Primulaceae
  - Grote wederik (Lysimachia vulgaris)
- Salicaceae
  - Wilg (Salix)